# František Borgia Krásl

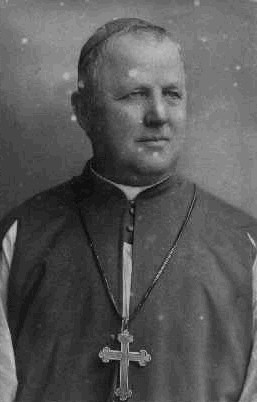

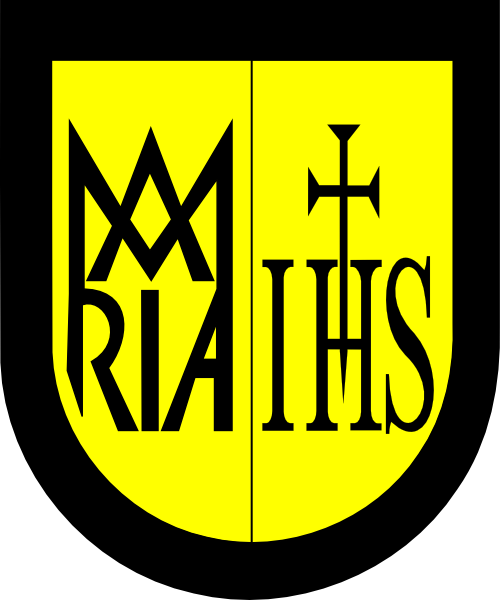
Wappen

František Borgia Krásl (* 24. Dezember 1844 in Königshof; † 27. Juli 1907 in Prag) war ein böhmischer Geistlicher, Politiker, Kirchenhistoriker und Schriftsteller.

## Leben und Wirken
Krásl wurde am 19. Juli 1870 zum Priester für das Erzbistum Prag geweiht.
Danach war er Kaplan in Kralovice und am 1. Mai 1871 adjunctus facultatis theologicae Pragensis. Gleichzeitig war er Präfekt des Knabenseminars. Am 18. Mai 1876 promovierte er zum Doktor der Theologie. Vom 5. Januar 1875 bis 9. Januar 1882 war er Ökonom des erzbischöflichen Theologischen Seminars. In den Jahren 1880 bis 1893 war er Redakteur der Zeitschrift „Blahovest“ und ab 1881 Redakteur der Druckereivereinigung „Katholico-tiskový spolek“. Von 1880 bis 1884 war er außerordentlicher Professor für Dogmatik. 1883 vertrat er den Professor für Kirchenrecht. Am 20. April 1884 wurde er Mitglied des Metropolitankapitels. 1988 wurde Träger des Pro Ecclesia et Pontifice.
1894 wurde Mitglied des böhmischen Landtags. Ab 1897 war korrespondierendes Mitglied ersten Klasse der Tschechischen Akademie der Wissenschaften.
Papst Leo XIII. ernannte ihn am 27. Juli 1901 zum Titularbischof von Eleutheropolis in Macedonia und Weihbischof im Erzbistum Prag. Leo Skrbenský von Hříště, Erzbischof von Prag, spendete ihm am 8. September 1901 im Veitsdom in Prag die Bischofsweihe. Mitkonsekratoren waren Emmanuel Johann Schöbel OCr, Bischof von Leitmeritz, und Martin Josef Říha, Bischof von Budweis. 1903 wurde er Dekan des Metropolitankapitels und ab 1906 Propst des Metropolitankapitels.
Er wurde auf den Friedhof von St. Matěje in Prag bestattet.